# Strombidae
Strombidae (nomeados, em inglês, strombs, fighting conchs, true conchs, winged conchs, spider conchs ou simplesmente conchs -pl.; em português, estrombos ou conchas-aranha -pl.; PRT; com outras denominações regionais) é uma família taxonômica de moluscos gastrópodes marinhos e operculados, de alimentação algívora-detritívora, classificada por Constantine Samuel Rafinesque, em 1815, e pertencente à subclasse Caenogastropoda, na ordem Littorinimorpha. Sua distribuição geográfica abrange principalmente os oceanos tropicais da Terra e particularmente na região do Indo-Pacífico, embora algumas espécies sejam encontradas no oceano Atlântico, em profundidades da zona entremarés e zona nerítica e em substratos de areia ou lama, às vezes em áreas estuarinas. Até o início do século XXI as espécies de Strombidae eram colocadas em apenas quatro gênerosː Strombus, Lambis, Tibia e Terebellum; porém os dois primeiros gêneros foram divididos, com Tibia e Terebellum transferidos para as famílias Rostellariidae Gabb, 1868 e Seraphsidae Gray, 1853, respectivamente. No mar Mediterrâneo ocorrem as espécies Conomurex persicus (Swainson, 1821) e Canarium mutabile (Swainson, 1821); no Atlântico Oriental Thetystrombus latus (Gmelin, 1791) é a única espécie de Strombidae conhecida. Curiosamente, nesta última região eles são substituídos por outra família da superfamília Stromboidea, os Aporrhaidae Gray, 1850.

## DescriçãoːStrombuse gêneros afins
Compreende, em sua totalidade, caramujos ou búzios com conchas de dimensões variáveis, indo desde a pequena espécie Canarium hellii (Kiener, 1843), do Havaí, com pouco menos de 3 centímetros de comprimento, até a grande e pesada Titanostrombus goliath (Schröter, 1805), da costa brasileira, o búzio-de-chapéu, com quase 40 centímetros de comprimento. O formato geral é bicônico, com espiral mais ou menos alta e dotada de um lábio externo expandido e mais ou menos engrossado; não encontrado nos espécimes juvenis, que apresentam o lábio externo fino e podem fazer com que o leigo confunda sua concha com espécies do gênero Conus. No adulto, uma das características distintas, nesta família, é a presença do que é denominado stomboid notch (em português, "reentrância estromboide", "dobra estromboide", "entalhe estromboide", "encaixe estromboide" ou "nó estromboide")ː uma chanfradura em formato de U, localizada na parte anterior da concha quando o animal está se movimentando, do lado oposto da espiral e próximo ao seu canal sifonal, na borda de seu lábio externo; cuja função é permitir a passagem de um tentáculo dotado de um olho, em seu lado direito, enquanto o outro tentáculo dotado de um olho, em seu lado esquerdo, se estende através da área do canal sifonal. A escultura externa da concha é dotada de ranhuras ou anéis espirais, geralmente mais visíveis nas voltas de sua espiral; também sendo característica a presença de nódulos, verrucosidades ou projeções mais ou menos pontudas e arredondadas e que são geralmente mais visíveis na volta final de sua teleoconcha.

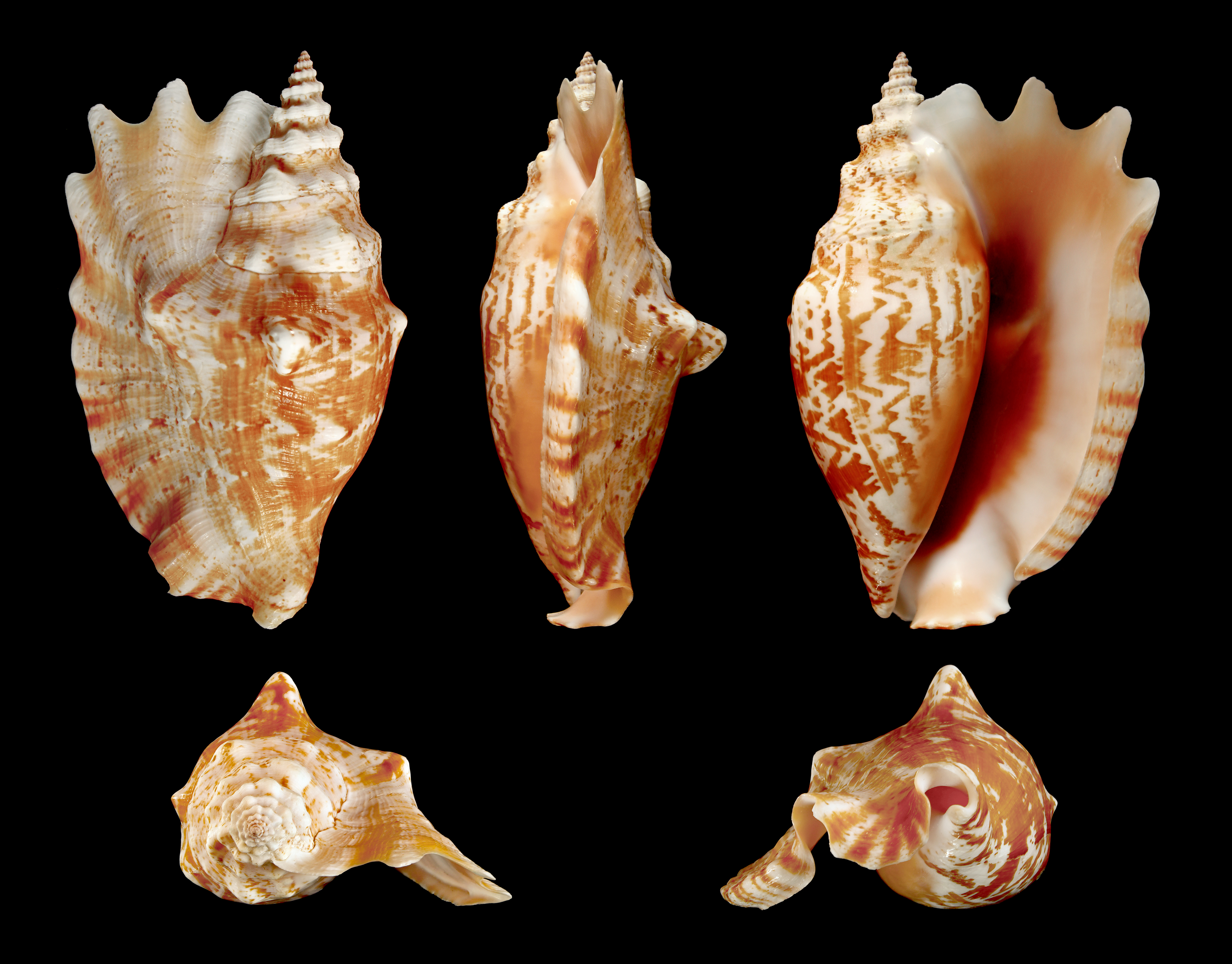
Cinco vistas da concha de Sinustrombus sinuatus ([Lightfoot], 1786),[31] encontrada no sudoeste do Pacífico;[3] espécime das Filipinas.
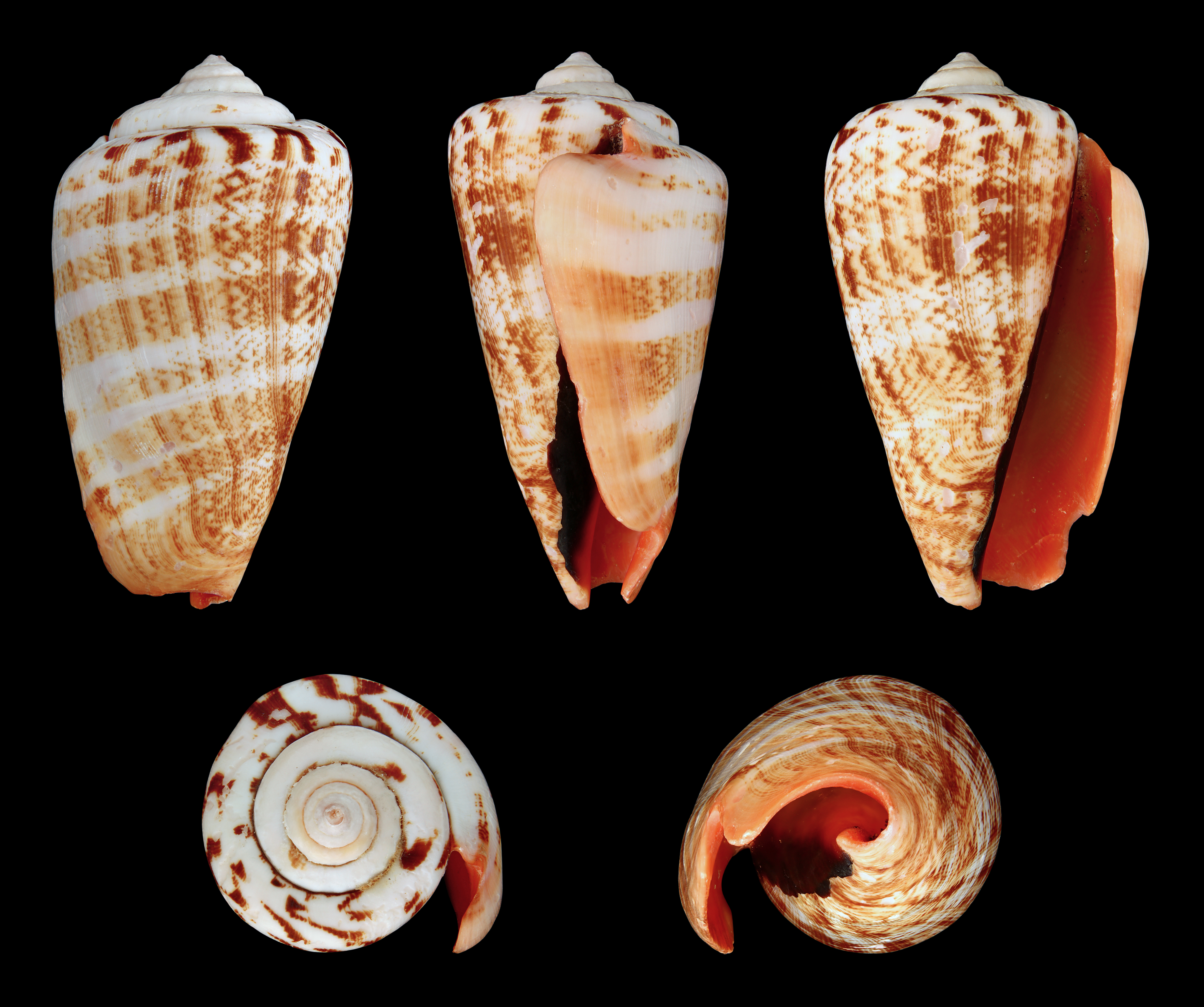
Cinco vistas da concha de Conomurex luhuanus (Linnaeus, 1758),[4] encontrada no oeste do Pacífico;[3] espécime das Filipinas.
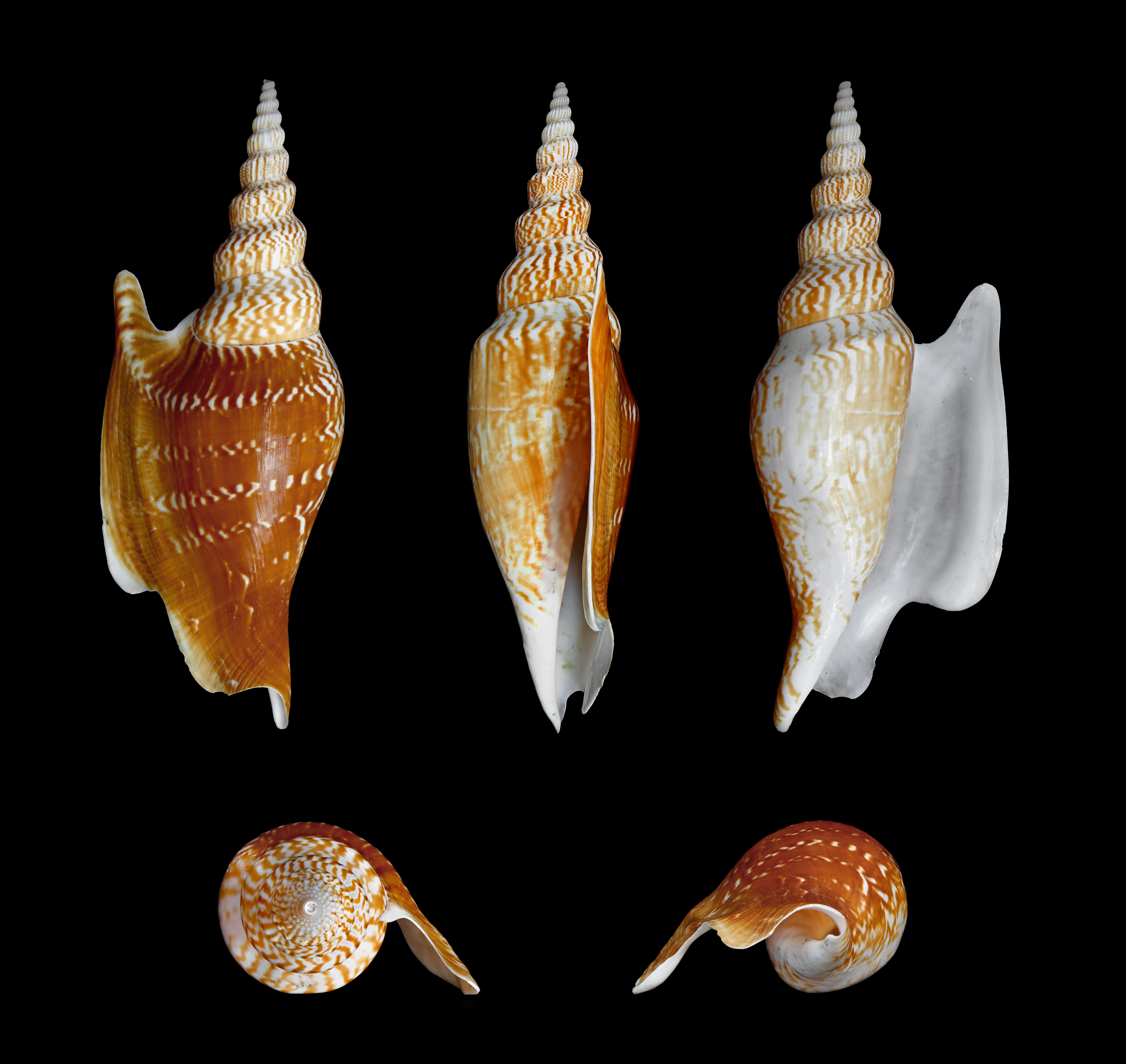
Cinco vistas da concha de Mirabilistrombus listeri (Gray, 1852),[32] encontrada no nordeste do Índico;[3] espécime do golfo de Bengala.
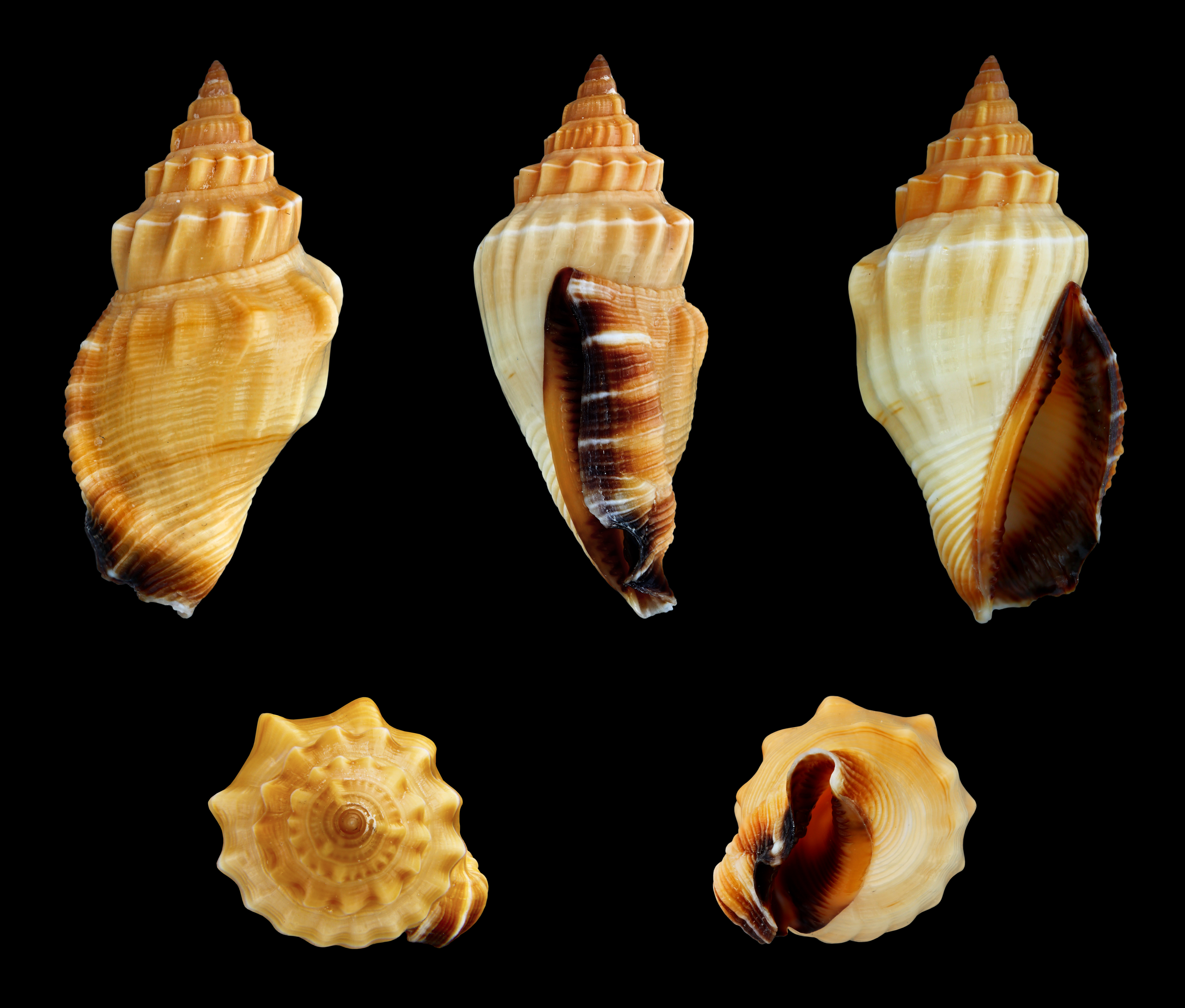
Cinco vistas da concha de Canarium erythrinum (Dillwyn, 1817),[33] encontrada no Indo-Pacífico;[3] espécime das Filipinas.
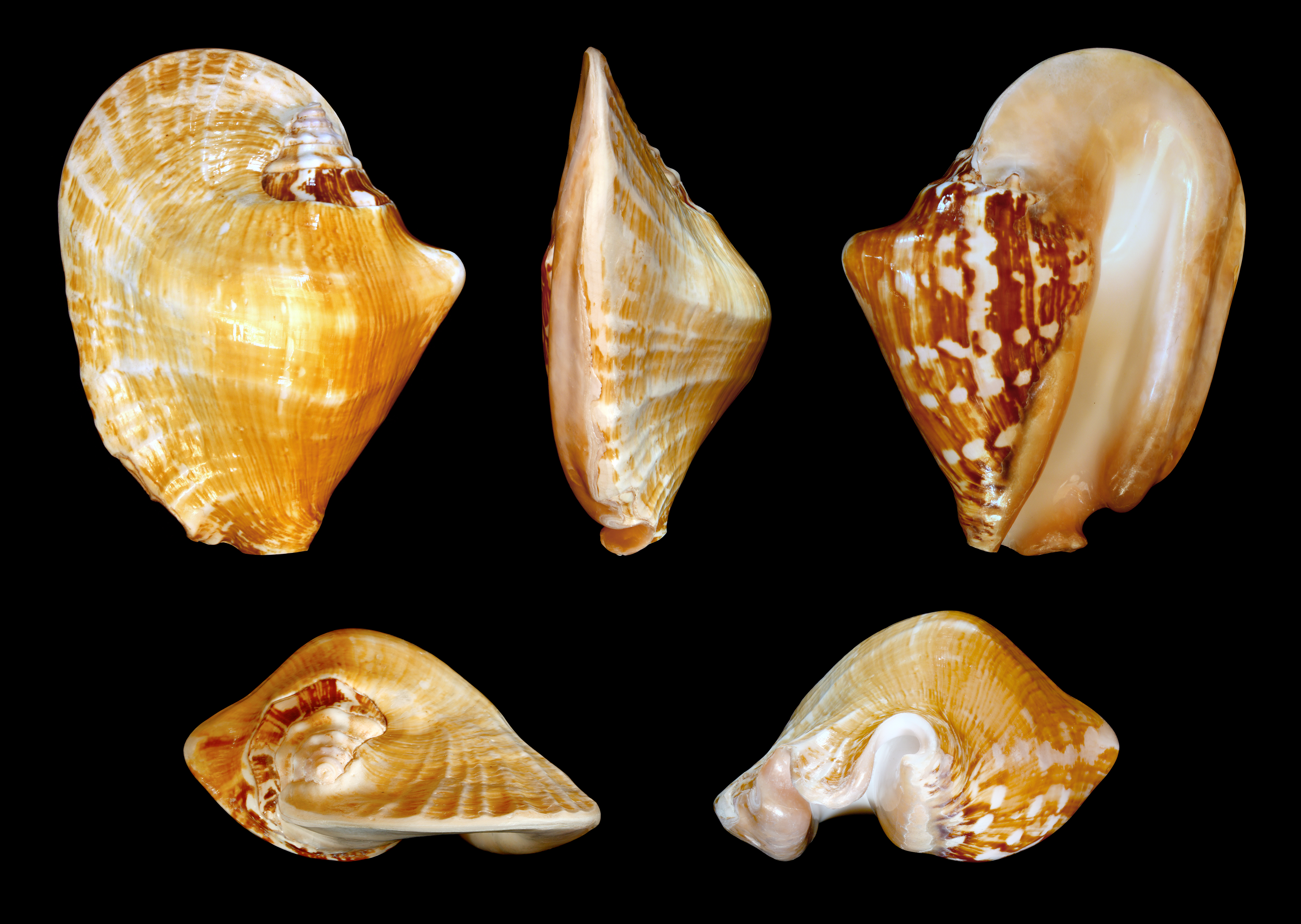
Cinco vistas da concha de Sinustrombus latissimus (Linnaeus, 1758),[4] encontrada no sudoeste do Pacífico;[3] espécime das Filipinas.

## DescriçãoːLambise gêneros afins
As atuais conchas dos gêneros Lambis Röding, 1798 e Harpago Mörch, 1852 anteriormente estiveram todas incluídas no gênero Lambis, que difere de Strombus e seus ex congêneres pela presença de uma série de projeções curvas, em seus lábios externos, terminadas em pontas mais ou menos agudas e que variam em número de 6 a 7, incluindo seu canal sifonal; mais raramente chegando a um número de 10 projeções ou mais, como é o caso do gênero Ophioglossolambis Dekkers, 2012. Em tais espécies ocorre dimorfismo sexual entre macho e fêmea.

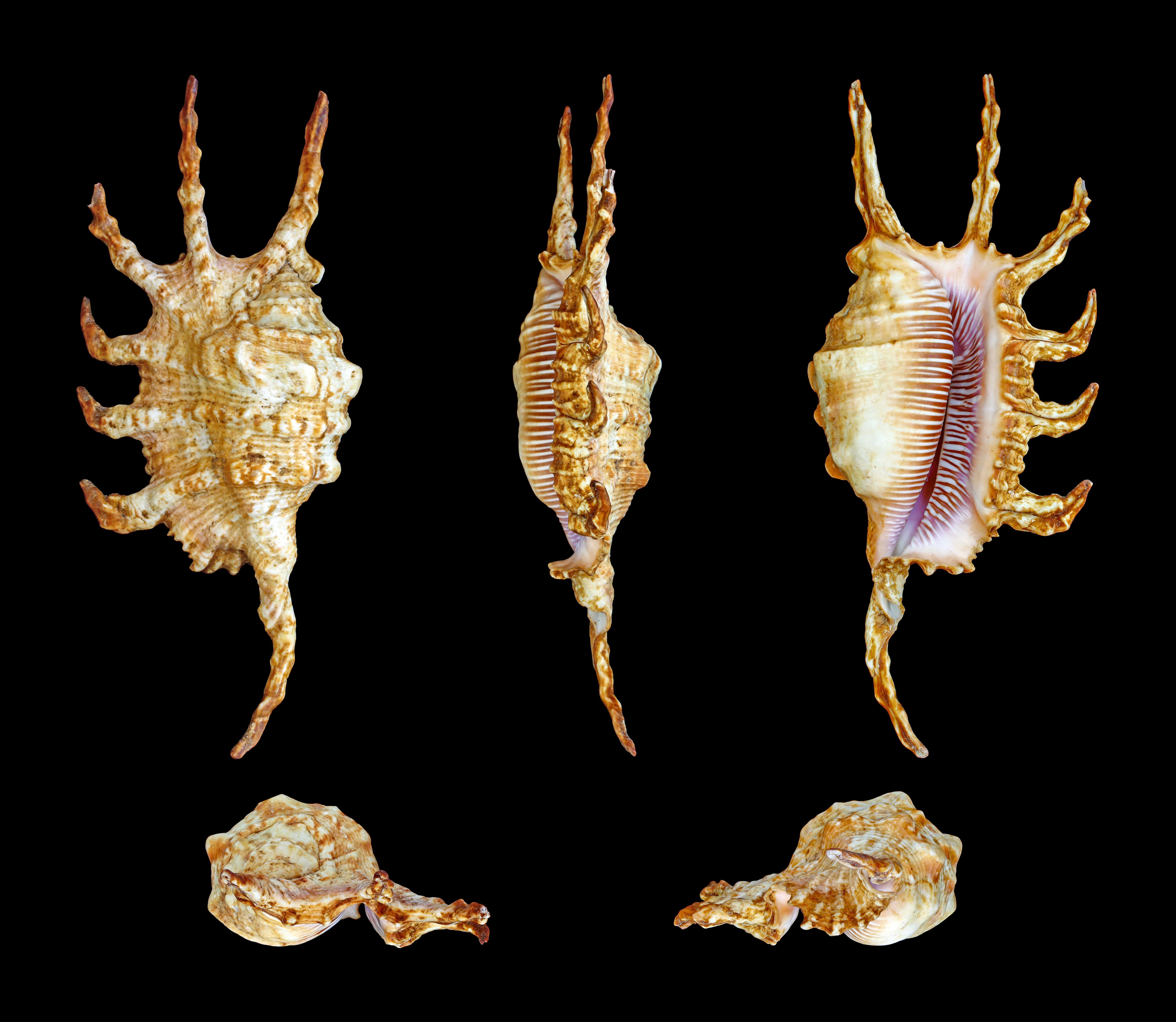
Cinco vistas da concha de Lambis scorpius (Linnaeus, 1758),[1] encontrada no oeste do Pacífico;[3] espécime da Tailândia.
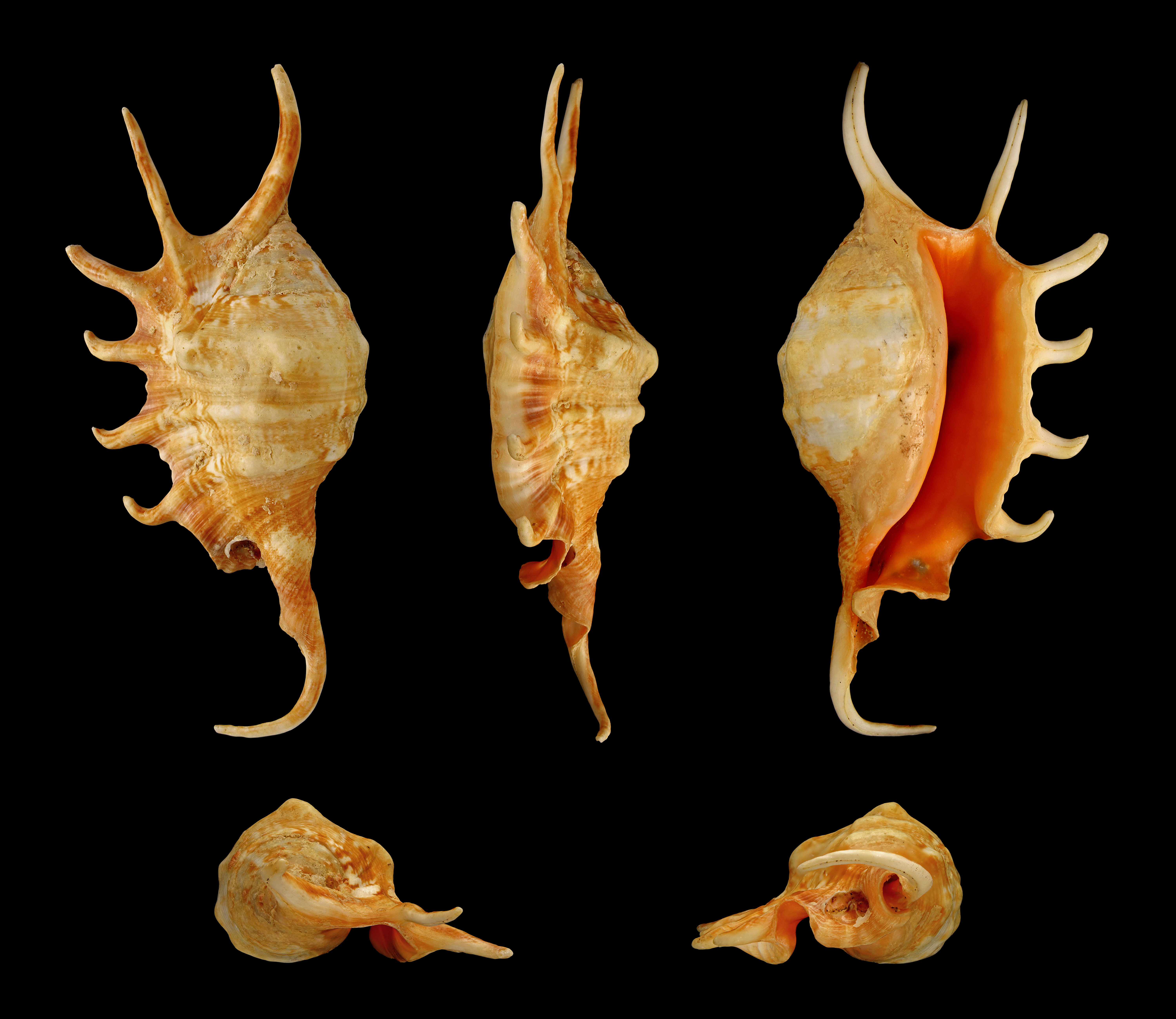
Cinco vistas da concha de Lambis crocata (Link, 1807),[1] encontrada no Indo-Pacífico;[3] espécime das Filipinas.
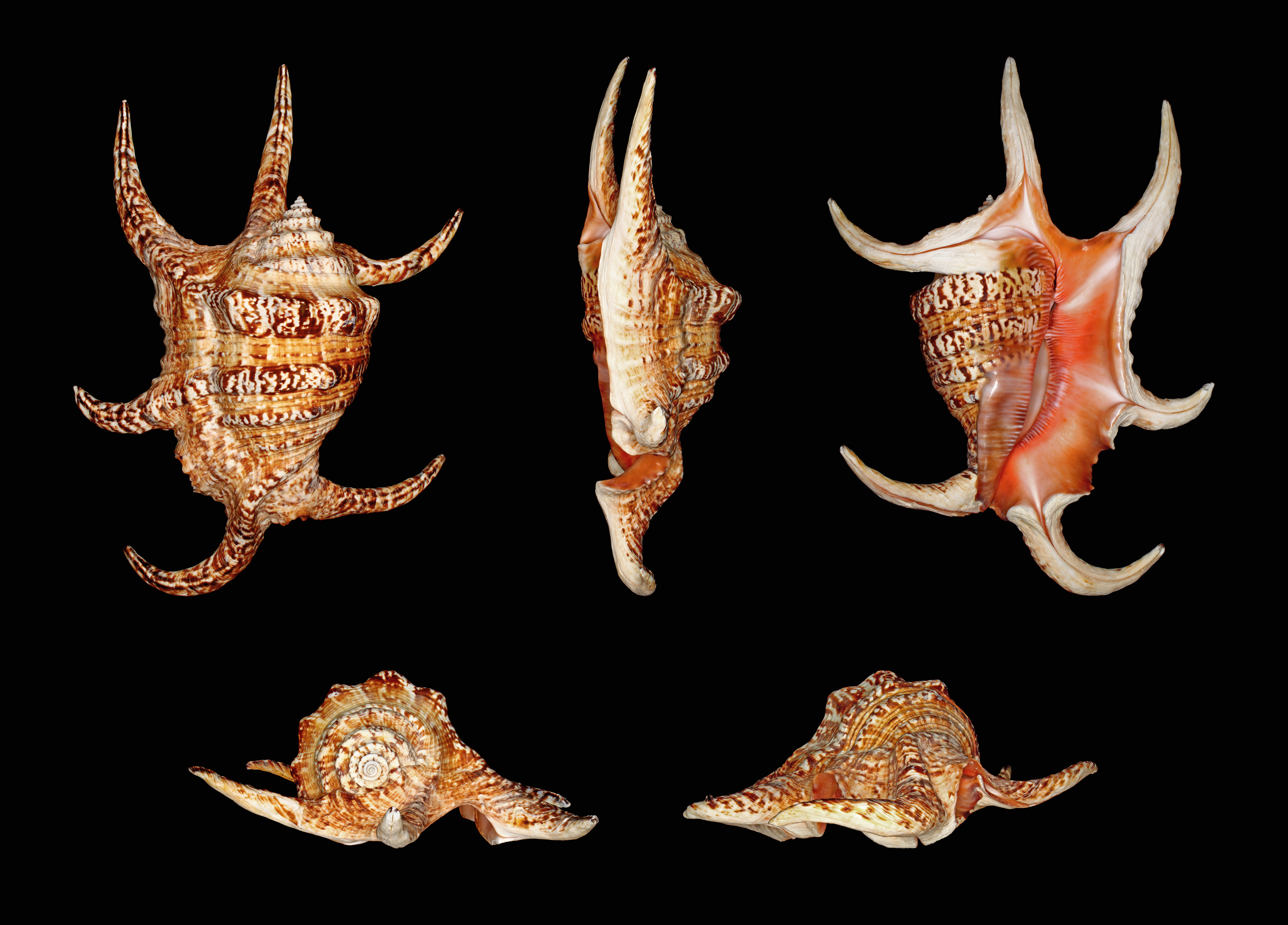
Cinco vistas da concha de Harpago chiragra (Linnaeus, 1758),[2] encontrada no Indo-Pacífico;[3] espécime das Filipinas.
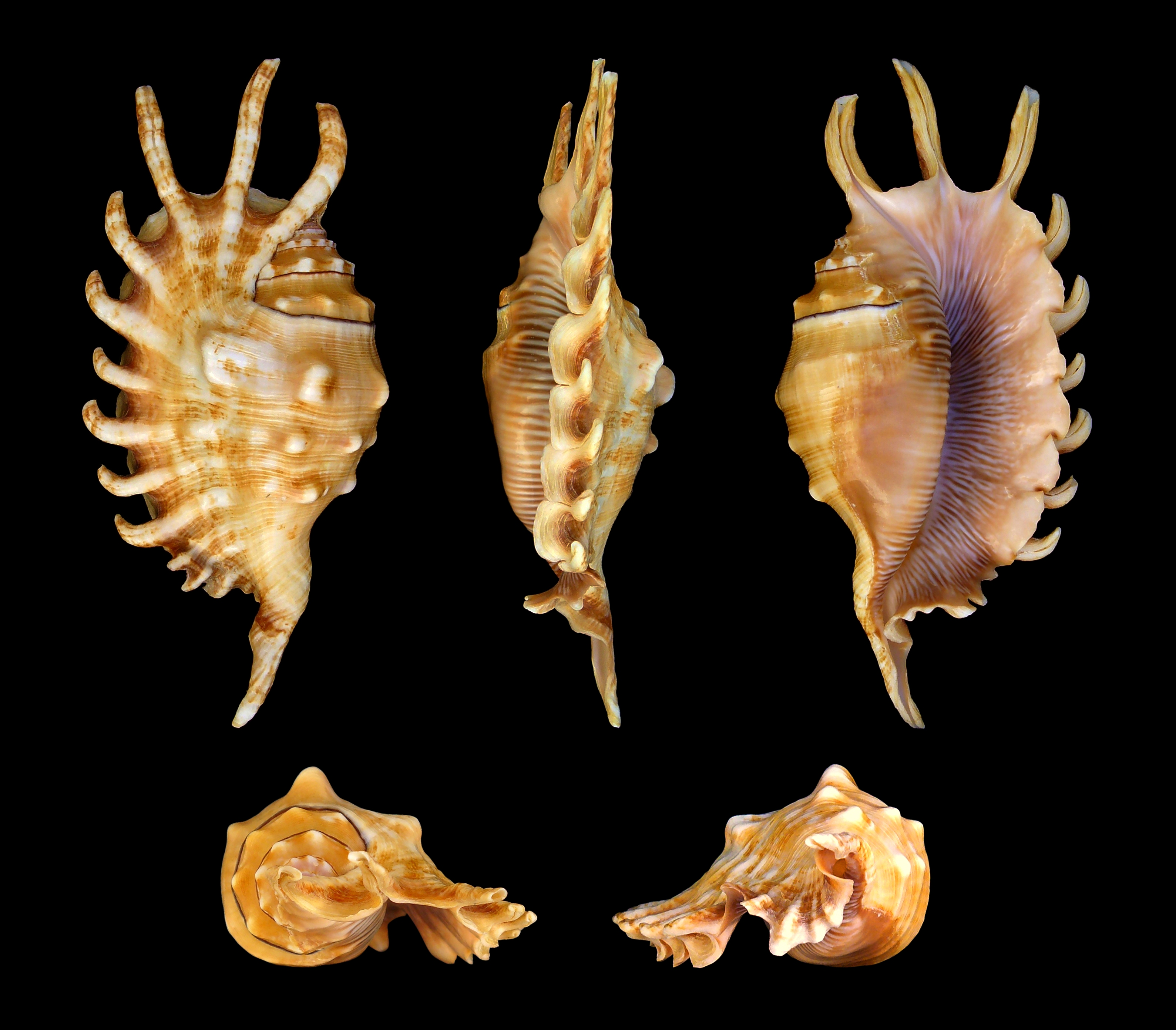
Cinco vistas da concha de Lambis millepeda (Linnaeus, 1758),[1] encontrada no sudoeste do Pacífico;[3] espécime das Filipinas.
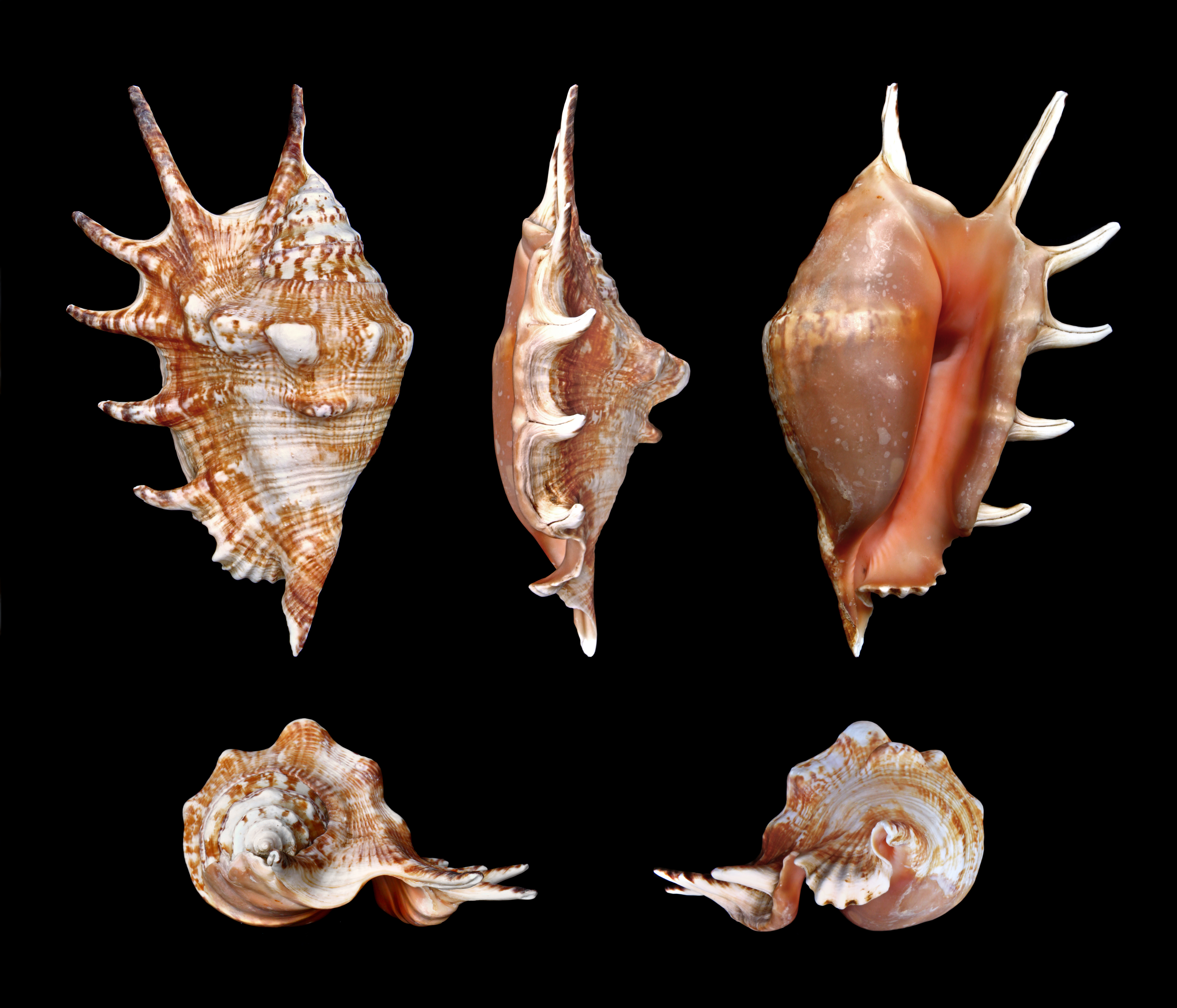
Cinco vistas da concha de Lambis lambis (Linnaeus, 1758),[1] encontrada no Indo-Pacífico;[3] espécime da África Oriental.

## Comportamento
Um comportamento, compartilhado pelas diversas espécies de Strombidae, consiste no seu hábito de deslocamento no substrato dos bentos submarinos. O animal utiliza seu opérculo córneo, curvo, pontiagudo e alongado, localizado na ponta do seu pé, para cravá-lo no substrato e impulsioná-lo para a frente em uma série de saltos, utilizando assim o seu opérculo como uma âncora de fixação; sendo pequeno demais para fechar completamente sua abertura, mas podendo ser usado como arma de defesa contra crustáceos e peixes. O zoólogo Eurico Santos, ao descrever o comportamento da espécie atlântica Strombus pugilis (Linnaeus, 1758), o preguari, utilizado no Brasil como alimento, cita que "é uma experiência interessante observar estas conchas, na Flórida, ao se esforçarem para voltar à água quando são lançadas à praia pelo mar", com o "pé curvo" que "se firma na areia molhada"; por fim citando que "a concha dá verdadeiros pulos para mergulhar por fim na água", sendo "comum um colecionador perder um exemplar raro porque deu este um pulo do barco dentro d'água".

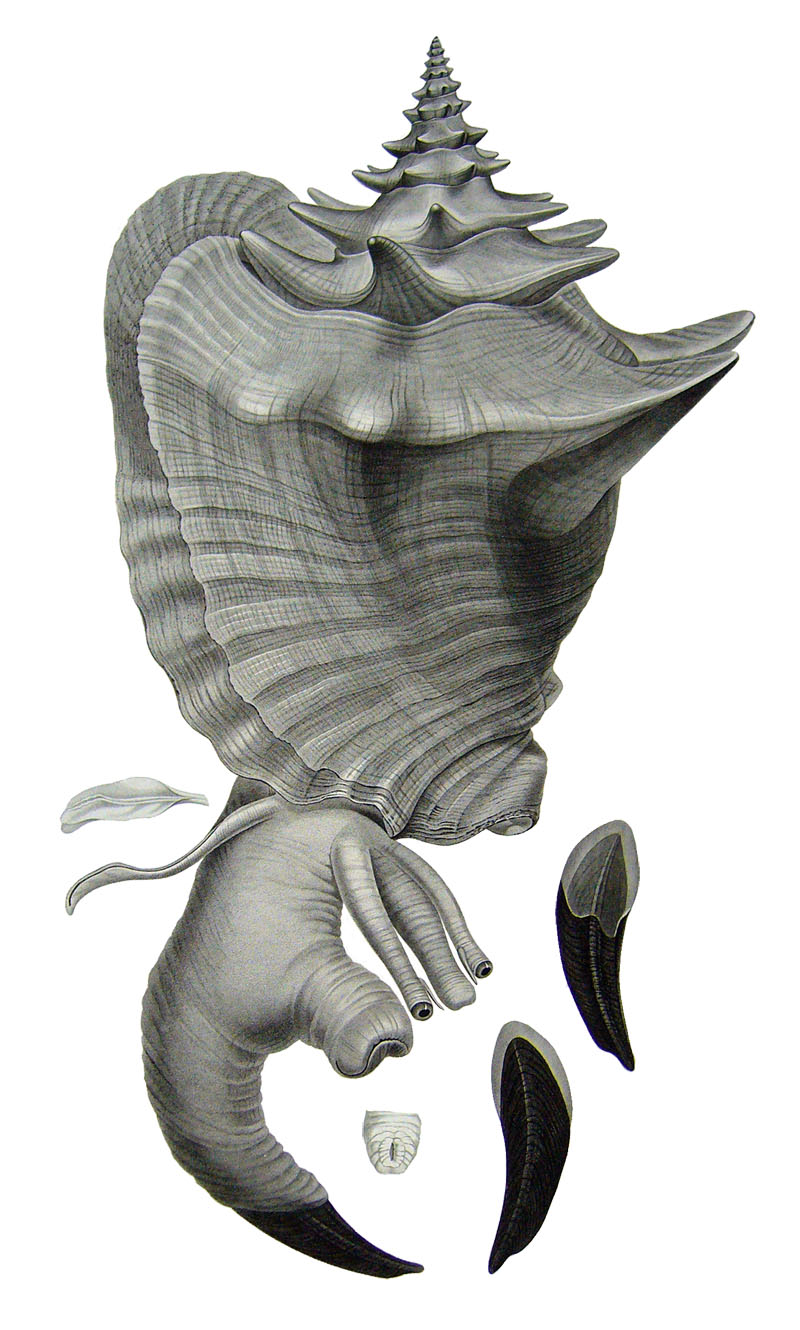
Esta ilustração do ano de 1844 mostra o Strombidae, da espécie atlântica Aliger gigas (Linnaeus, 1758),[4] e seu pé musculoso; que se conecta ao seu opérculo e é usado para se mover, aos saltos, no substrato. Ao lado, o opérculo sem o animal.

## Uso humano
Strombidae é uma família caracterizada por um intenso uso por parte dos humanos; por causa do animal, usado como alimento, ou por suas decorativas conchas. Desde antes da era dos descobrimentos as suas conchas já atuavam como instrumento de sopro, sendo posteriormente usadas na indústria de fabricação de cal, artesanato e souvenirs; e até mesmo em joalheria, no Caribe, Bermudas e região sudeste dos Estados Unidos, onde a espécie conhecida por concha-rainha (Aliger gigas) oferece a extração de pérolas rosadas, sem nácar e usadas em joias desde a era vitoriana; ou também ajudando na confecção de porcelana.

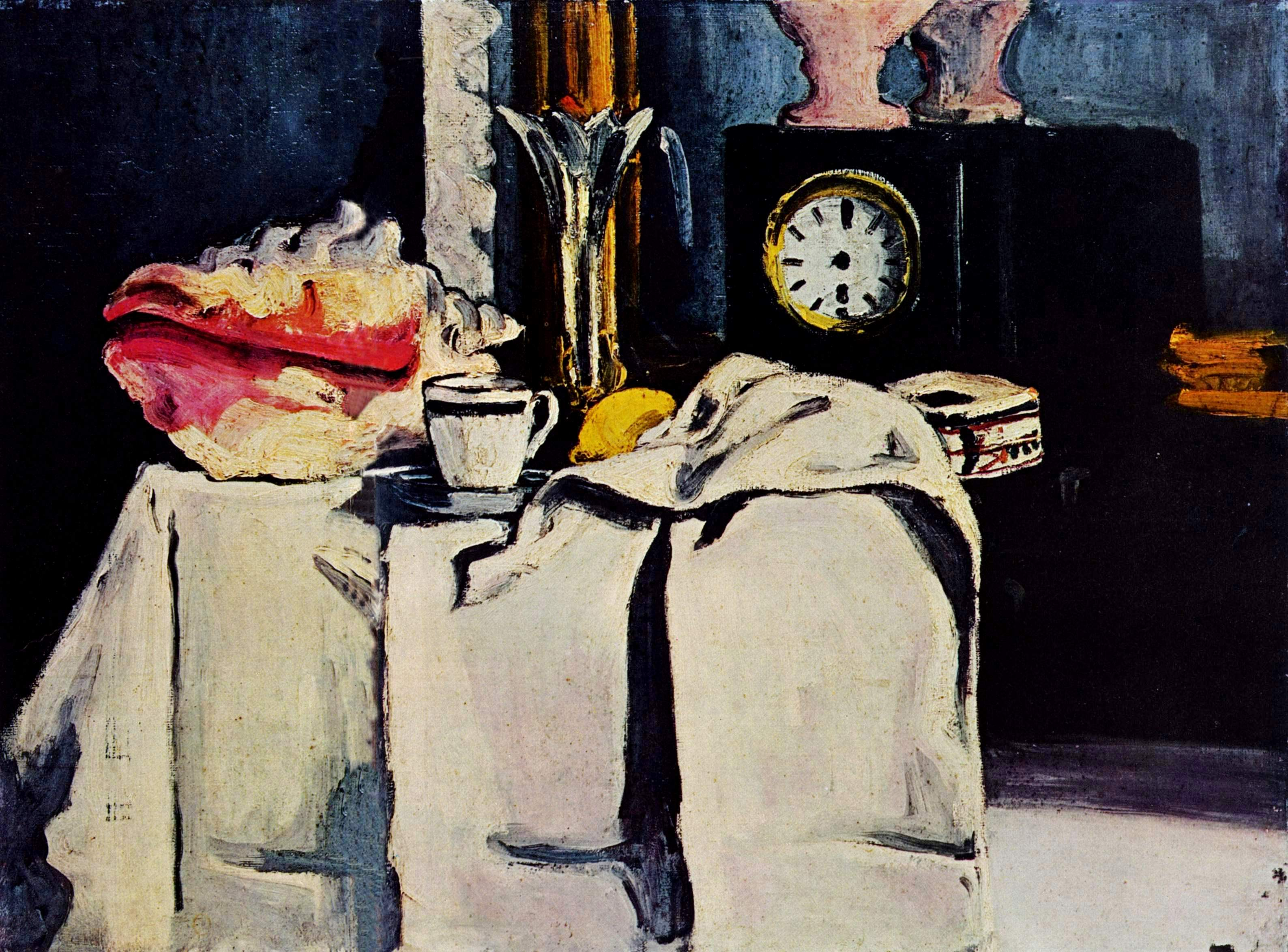
Em sua pintura La Pendule noire (O Relógio Negro), o pintor pós-impressionista francês, Paul Cézanne, retratou uma concha da espécie Aliger gigas (Linnaeus, 1758).

## Classificação deStrombidae: gêneros viventes
De acordo com o World Register of Marine Species.*
Aliger Thiele, 1929
Amabiliplicatus Dekkers & S. J. Maxwell, 2020
Barneystrombus Blackwood, 2009
Canarium Schumacher, 1817
Conomurex P. Fischer, 1884
Dolomena Wenz, 1940
Dominus Dekkers & S. J. Maxwell, 2020
Doxander Wenz, 1940
Euprotomus Gill, 1870
Gibberulus Jousseaume, 1888
Harpago Mörch, 1852
Labiostrombus Oostingh, 1925
Laevistrombus Abbott, 1960
Lambis Röding, 1798
Lentigo Jousseaume, 1886
Lobatus Swainson, 1837
Macrostrombus Petuch, 1994
Margistrombus Bandel, 2007
Ministrombus Bandel, 2007
Mirabilistrombus Kronenberg, 1998
Ophioglossolambis Dekkers, 2012
Pacificus Dekkers & S. J. Maxwell, 2020
Persististrombus Kronenberg & H. G. Lee, 2007
Sinustrombus Bandel, 2007
Striatostrombus Dekkers & S. J. Maxwell, 2018
Strombus Linnaeus, 1758
Terestrombus Kronenberg & Vermeij, 2002
Thersistrombus Bandel, 2007
Thetystrombus Dekkers, 2008
Tricornis Jousseaume, 1886
Tridentarius Kronenberg & Vermeij, 2002
Titanostrombus Petuch, 1994
(*) Com exceção dos gêneros determinados por uma de suas espécies ainda válidas.